# Tomahawk Technique
Tomahawk Technique ist das fünfte Studioalbum von Sean Paul. Es wurde am 17. Januar 2012 über Atlantic Records und VP Records in ausgewählten Ländern veröffentlicht, einen Monat später auch in den Vereinigten Staaten.

## Titelliste
| Nr.          | Titel                                       | Länge |
| ------------ | ------------------------------------------- | ----- |
| 1.           | Got 2 Luv U (feat. Alexis Jordan)           | 3:16  |
| 2.           | She Doesn’t Mind                            | 3:47  |
| 3.           | Body                                        | 4:10  |
| 4.           | What I Want                                 | 4:00  |
| 5.           | Won’t Stop (Turn Me Out)                    | 4:14  |
| 6.           | Dream Girl                                  | 3:54  |
| 7.           | Hold On                                     | 4:08  |
| 8.           | How Deep Is Your Love (feat. Kelly Rowland) | 3:20  |
| 9.           | Put It on You                               | 3:35  |
| 10.          | Roll Wi Di Don                              | 3:41  |
| 11.          | Touch the Sky (feat. DJ Ammo)               | 3:52  |
| 12.          | Wedding Crashers (feat. Future Ambo)        | 3:01  |
| Gesamtlänge: | Gesamtlänge:                                | 45:04 |

## Singleauskopplungen
| Jahr | Titel                 | Höchstplatzierung, Gesamtwochen, AuszeichnungChartplatzierungen (Jahr, Titel, , Platzierungen, Wochen, Auszeichnungen, Anmerkungen) | Höchstplatzierung, Gesamtwochen, AuszeichnungChartplatzierungen (Jahr, Titel, , Platzierungen, Wochen, Auszeichnungen, Anmerkungen) | Höchstplatzierung, Gesamtwochen, AuszeichnungChartplatzierungen (Jahr, Titel, , Platzierungen, Wochen, Auszeichnungen, Anmerkungen) | Höchstplatzierung, Gesamtwochen, AuszeichnungChartplatzierungen (Jahr, Titel, , Platzierungen, Wochen, Auszeichnungen, Anmerkungen) | Höchstplatzierung, Gesamtwochen, AuszeichnungChartplatzierungen (Jahr, Titel, , Platzierungen, Wochen, Auszeichnungen, Anmerkungen) | Anmerkungen                                                                  |
| Jahr | Titel                 | DE | AT | CH | UK | US | Anmerkungen                                                                  |
| ---- | --------------------- | --- | --- | --- | --- | --- | ---------------------------------------------------------------------------- |
| 2011 | Got 2 Luv U           | DE3 Platin · (36 Wo.)DE | AT7 Gold · (28 Wo.)AT | CH1 ×2Doppelplatin · (33 Wo.)CH | UK11 Silber · (12 Wo.)UK | US84 (6 Wo.)US | Erstveröffentlichung: 19. Juli 2011 Verkäufe: + 797.500; feat. Alexis Jordan |
| 2011 | She Doesn’t Mind      | DE2 ×3Dreifachgold · (33 Wo.)DE | AT1 Platin · (25 Wo.)AT | CH1 ×2Doppelplatin · (32 Wo.)CH | UK2 Platin · (18 Wo.)UK | US78 (1 Wo.)US | Erstveröffentlichung: 31. Oktober 2011 Verkäufe: + 1.425.600                 |
| 2012 | What I Want           | — | AT46 (1 Wo.)AT | — | — | — | Erstveröffentlichung: 27. Januar 2012                                        |
| 2012 | Hold On               | — | — | — | UK86 (1 Wo.)UK | — | Erstveröffentlichung: 5. März 2012                                           |
| 2012 | Touch the Sky         | DE31 (11 Wo.)DE | AT44 (4 Wo.)AT | — | — | — | Erstveröffentlichung: 28. Mai 2012 feat. DJ Ammo                             |
| 2012 | How Deep Is Your Love | — | AT68 (1 Wo.)AT | CH72 (1 Wo.)CH | — | — | Erstveröffentlichung: 24. Juli 2012 feat. Kelly Rowland                      |

## Kommerzieller Erfolg

### Chartplatzierungen
| ChartsChartplatzierungen     | Höchstplatzierung | Wochen |
| ---------------------------- | ----------------- | ------ |
| Deutschland (GfK)            | 6 (15 Wo.)        | 15     |
| Österreich (Ö3)              | 7 (11 Wo.)        | 11     |
| Schweiz (IFPI)               | 3 (20 Wo.)        | 20     |
| Vereinigtes Königreich (OCC) | 34 (3 Wo.)        | 3      |

### Auszeichnungen für Musikverkäufe
| Land/Region        | Auszeichnungen für Musikverkäufe (Land/Region, Auszeichnung, Verkäufe) | Verkäufe |
| ------------------ | ---------------------------------------------------------------------- | -------- |
| Deutschland (BVMI) | Gold                                                                   | 100.000  |
| Frankreich (SNEP)  | Gold                                                                   | 50.000   |
| Schweiz (IFPI)     | Gold                                                                   | 15.000   |
| Insgesamt          | 3× Gold ·                                                              | 165.000  |

Hauptartikel: Sean Paul/Auszeichnungen für Musikverkäufe